# Nicole du Hausset
Nicole du Hausset, född Collesson 1713, död 1801, var en fransk memoarförfattare, femme de chambre (kammarjungfru) åt Madame de Pompadour. 
Hon var gift med en fattig lågadlig militär som bodde i Les Invalides i Paris, och var bekant med Madame de Pompadour. Hon anställdes som kammarjungfru åt Madame de Pompadour som fattig änka år 1747, då hon med sin adliga bakgrund förväntades kunna göra det lättare för Pompadour att acklimatisera sig vid hovet. 
Hon kom informellt att spela en viktig roll vid hovet som personlig förtrogen åt Pompadour, och agerade mellanhand mellan denna och hennes många supplikanter som kunglig mätress. Supplikanter vid hovet, särskilt adliga sådana, närmade sig ofta Pompadour genom du Hausset. Hennes anställning som kammarjungfru gjorde henne formellt sett till en tjänare, men det faktum att hon tillhörde adeln gjorde att hon inte fullt ut betraktades som en tjänare vid hovet. 
Hon är främst känd för sina memoarer om sin tid vid hovet, som uppfattas som ett viktigt tidsdokument. 